# Beo (motorfiets)
De Beo was een zijspan-wegracemotor uit 1978.
De Beo heette voluit BEO Imagine 77 A. Het was een revolutionaire zijspancombinatie, in 1978 gebouwd door BEat Schmid en GuidO Sieber voor Rolf Biland en Kenny Williams. 
De BEO had tweewielaandrijving en de passagier kon gewoon in een stoeltje blijven zitten, zonder het gebruikelijke “turnen” om de machine op de wielen te houden. Zelfs bakkenist Williams vond het een onding; hij schaamde zich als hij op het erepodium stond.
Uiteindelijk besloot de FIM in het seizoen 1979 twee aparte klassen in te stellen: B2A voor conventionele zijspancombinaties en B2B voor machines met zijspanwielbesturing, fuseebesturing en bijzondere wielophangingen. 
Biland liet door Louis Christen Racing een nieuwe combinatie bouwen, waarin de coureurs als in een raceauto zat en de bakkenist weer, zoals voorheen, plat in het zijspan lag. 